# Родзянко Єремій Степанович
Родзянко Єремій (Ярема) Степанович (*близько 1713, Хорол — †до 1786) — український державний діяч доби Гетьманщини, представник козацько-старшинського роду Родзянків. Останній полковник Миргородського полку (1779–1782).
Також сотник Хорольської сотні (1735–1760). З 1772 обозний Миргородського полку. Шуряк Генерального Бунчужного Гетьманщини Даміана Оболонського.

## Біографія
Походив із знатного козацько-старшинського роду. Син Степана Родзянки, хорольського сотника, потім Миргородського полкового обозного, брат І. Родзянка.
Навчався у Києво-Могилянській академії з 1726. 1727 був у класі інфими. 1732 подарував КМА ризу з червоного оксамиту на золотому Глазеті. Служив військовим канцеляристом Генеральної військової канцелярії (1735). Сотник Хорольської сотні (1735–1760), чин якого фактично успадкував від батька Степана Родзянки.
1772–1779 — обозний Миргородського полку. 3 1779 — Миргородський полковник, останній в історії Гетьманщини. Помер уже після анексії Гетьманщини Російської імперією, не пізніше 1786.

### Родина
Володів землями у селах Сорочинської сотні та будинками в Хоролі. У 1-й половині XVIII століття родині належало подвір'я у Києві на Подолі, яке мати, коли жила у своїй хорольській садибі, здавала під школу. 1742 це дворище перейшло до генерального бунчужного Дем'яна Оболонського, з яким була одружена сестра Єремії — Тетяна.